# John ’Oke Afareha
Mons. John ’Oke Afareha (* 10. března 1947, Oleh) je nigerijský římskokatolický duchovní a emeritní biskup Warri.

## Život
Narodil se 10. března 1947 v Olehu.
Po teologickém studiu byl 30. prosince 1973 vysvěcen na kněze a inkardinován do diecéze Warri.
Dne 3. března 1997 jej papež Jan Pavel II. jmenoval pomocným biskupem diecéze Warri a titulárním biskupem z Miny. Biskupské svěcení přijal 14. května 1997. Světiteli byli kardinál Jozef Tomko, arcibiskup Albert Kanene Obiefuna a arcibiskup Patrick Ebosele Ekpu.
Dne 29. března 2010 jej papež Benedikt XVI. jmenoval biskupem Warri.
Dne 18. dubna 2022 přijal papež František jeho rezignaci na post diecézního biskupa z důvodu dosažení kanonického věku 75 let.